# Gregor Blatnik
Gregor Blatnik, slovenski nogometaš, * 15. december 1972.
Blatnik je celotno kariero igral v slovenski ligi za klube Celje, Korotan, Mura in Šmartno, od tega najdlje za Celje, med letoma 1991 in 1995 ter 1996 in 2001. Skupno je v prvi slovenski ligi odigral 279 prvenstvenih tekem in dosegel sedem golov. 
Za slovensko reprezentanco je med letoma 1993 in 1995 odigral dve uradni tekmi, leta 1993 je nastopil na prijateljski tekmi proti makedonski reprezentanci in leta 1995 proti mehiški reprezentanci.